# Lincent
Lincent (wallonisch Lîssin, niederländisch Lijsem) ist eine frankophone belgische Gemeinde in der Region Wallonien. Sie liegt in der Provinz Lüttich und gehört zum Arrondissement Waremme. 
Die Gemeinde besteht aus den drei Ortsteilen Lincent, Pellaines und Racour.
Der Ort Landen liegt 5 Kilometer nordnordöstlich, Waremme 15 km östlich, Lüttich 40 km östlich und Brüssel 48 km nordwestlich. 
Lincent hat eine Autobahnabfahrt an der A3/E 40. 
 
In der Gemeinde Landen befindet sich der nächste Regionalbahnhof und in Lüttich und Brüssel befinden sich die nächsten Bahnstationen von internationaler Bedeutung, an denen u. a. auch die Thalys halten. 

Bei Lüttich befindet sich ein Regionalflughafen und nahe der Hauptstadt Brüssel ein internationaler Flughafen.

## Weblinks

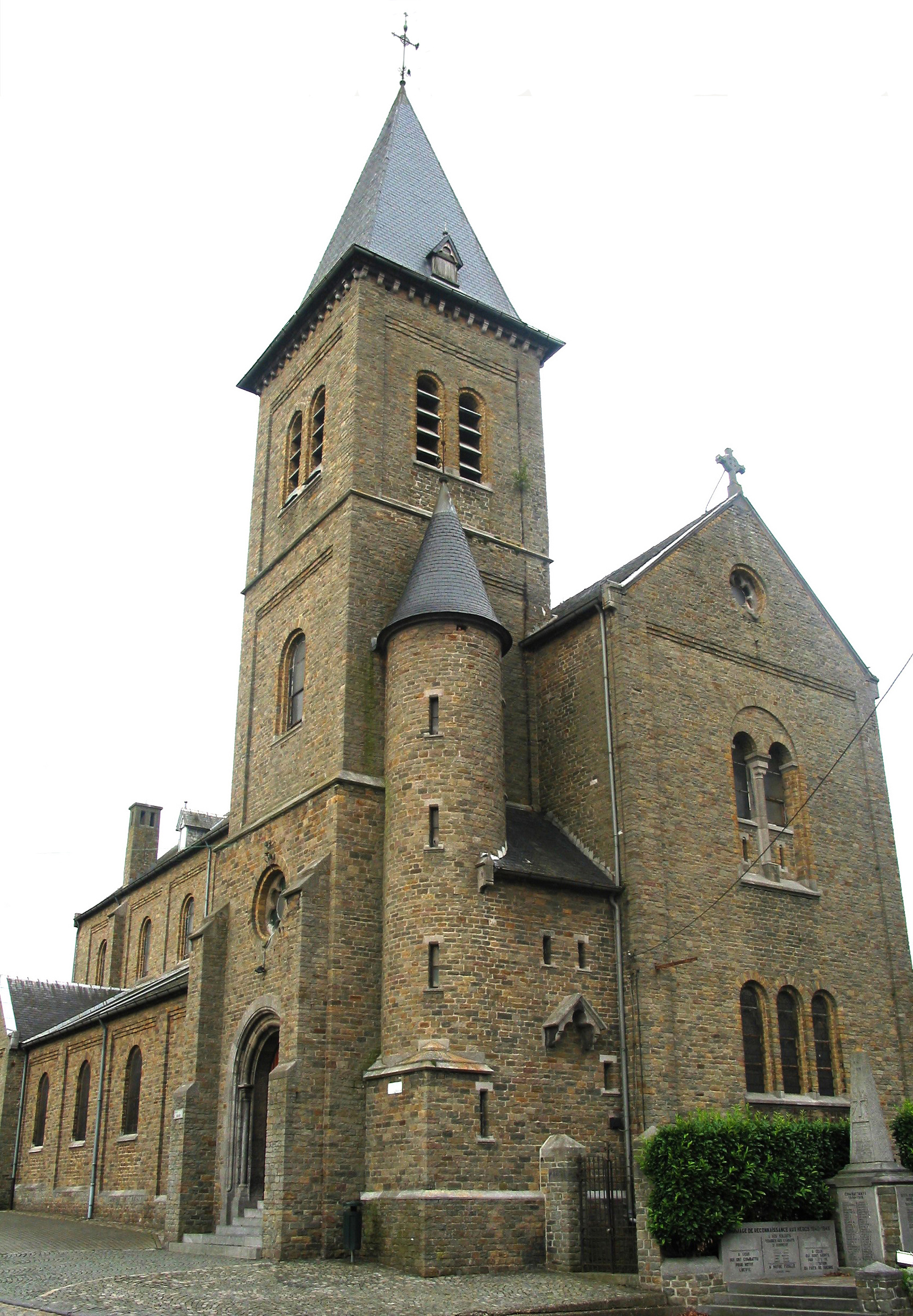
Saint-Pierre